# Triango
Triango, scritto anche TrianGO o TrianGo, è un videogioco rompicapo pubblicato nel 1988-1989 per Amiga, Apple IIGS, Commodore 64 e MS-DOS dalla California Dreams, etichetta del produttore californiano Logical Design Works. Il programma simula un gioco da tavolo originale, vagamente simile al go, ma basato su un tabellone a griglia triangolare; il titolo è un gioco di parole tra triangle (triangolo) e go. Il gioco venne progettato da Ken Knowlton, mentre lo sviluppo del software fu effettuato dall'azienda sussidiaria polacca P.Z.Karen.
Il manuale originale prevedeva anche versioni di Triango per Apple II, Atari ST (citata anche negli annunci pubblicitari) e Macintosh, della cui esistenza però non si hanno conferme.

## Modalità di gioco
Si gioca in 2-4 su un tabellone fisso a griglia triangolare, con la forma di un esagono senza i vertici, formato da 21 linee e 55 punti di intersezione. A inizio partita il tabellone è vuoto. Ogni giocatore possiede 14 pedine del proprio colore, chiamate "pietre" (stone) come nel go, e al proprio turno ne può piazzare una su una qualsiasi intersezione libera. Ci sono dei limiti solo sui sei bordi maggiori del tabellone (contrassegnati da linee doppie): sui bordi ogni giocatore non può piazzare due pietre adiacenti e non può piazzare più di sei pietre in tutto.
Quando un giocatore posiziona tre pietre non adiacenti a formare un qualsiasi triangolo equilatero lungo le linee della griglia, tutta l'area del triangolo assume temporaneamente il suo colore, o colori intermedi se i triangoli di più giocatori si sovrappongono. Dal turno successivo, se all'interno del triangolo c'è almeno una pietra avversaria, il giocatore può decidere di catturare il triangolo anziché piazzare una pietra. Quando si cattura, tutte le pietre di qualunque giocatore nell'area del triangolo vengono rimosse dal tabellone, comprese le tre che formano il triangolo. Le pietre avversarie catturate sono eliminate definitivamente, mentre quelle del proprio colore ritornano nella propria riserva di pietre e si potranno riutilizzare.
L'obiettivo del gioco è essere l'ultimo giocatore a poter fare una mossa valida, perché gli altri hanno esaurito le pietre da piazzare e i triangoli da catturare. Di solito una buona strategia non è aver fretta di eliminare le pietre avversarie, ma mantenere il controllo di vaste aree del tabellone.
Il programma permette di giocare da soli contro un avversario controllato dal computer oppure in 2-4 giocatori umani, tutti contro tutti. L'intelligenza artificiale è supportata solo nelle partite uno contro uno, a cinque possibili livelli di difficoltà. Sono supportati tra l'altro il salvataggio su disco, l'annullamento (undo) di una o più mosse, il suggerimento della mossa a tre livelli di abilità, la libera configurazione del tabellone con un editor integrato. Le varie opzioni sono accessibili tramite menù a tendina, anche nella versione Commodore 64, dove al posto del mouse si usa il joystick per muovere un puntatore.